# 이경일 (1958년)
이경일(李敬一, 1958년 1월 4일 ~ , 강원도 고성군)은 대한민국의 정치인이다. 강원 고성군수를 역임했다.

## 학력
- 1970 대진초등학교 졸업
- 1973 거진중학교 졸업
- 1976 속초고등학교 졸업
- 1985 관동대학교 행정학 학사
- 1988 경희대학교 행정대학원 행정학 석사
- 2005 광운대학교 대학원 행정학 박사

## 경력
- 1994.09 ~ 2001.11: 산림청 감사담당 사무관
- 2001.12 ~ 2002.09: 산림청 인사담당 서기관
- 2002.10 ~ 2003.12: 산림청 사유림지원과 과장
- 2004.01 ~ 2004.12: 산림청 국유림경영과 과장
- 2005.01 ~ 2005.04: 제34대 동부지방산림관리청 청장
- 2005.05 ~ 2006.05: 산림청 산불방지과 과장
- 2006.06: 대통령비서실 선임행정관
- 2010.01 ~ 2013.01: 산림청 산림항공본부 본부장
- 2014.01 ~ 2016.08: 제40대 동부지방산림청 청장
- 2018.07 ~ 2020.01: 제36대 민선 7기 강원 고성군수
- 2022.07 ~ 현재 경동대학교 고성캠퍼스 총장/경영부총장

## 논란

### 공직선거법 위반
선거 운동 과정에서 개인사업가 등 2명에게 부탁해 선거운동원 20명에게 1일 지급 금액(7만원)을 초과하는 금품을 전달한 혐의(공직선거법 위반)로 기소되었다. 2019년 5월 30일 춘천지법 속초지원에서 열린 1심에서 징역 8개월을 선고받았다. 2019년 8월 28일 서울고법 춘천재판부에서 열린 2심에서도 징역 8개월을 선고받았다. 2020년 1월 9일 대법원에서 원심이 확정되어 군수 당선이 무효되었다.

## 역대 선거 결과
| 실시년도 | 선거      | 대수 | 직책 | 선거구      | 정당         | 득표수   | 득표율          | 순위 | 당락 | 비고           |
| -------- | --------- | ---- | ---- | ----------- | ------------ | -------- | --------------- | ---- | ---- | -------------- |
| 2018년   | 지방 선거 | 36대 | 군수 | 강원 고성군 | 더불어민주당 | 8,753 표 | \| \| 48.91% \| | 1위  |      | 초선, 민선 7기 |
|          | 48.91%    |      |      |             |              |          |                 |      |      |                |